# Jan IV. Zajíc z Hazmburka
Jan IV. Zajíc z Hazmburka (1486 – 2. října 1553) byl český šlechtic z rodu Zajíců z Hazmburka. Sídlil v Budyni. Proslul vzděláním a svými cestami.
Jan ovládal vedle češtiny i němčinu a latinu, znal velmi dobře Bibli a zajímal se o dějiny, zejména české, hudbu, výtvarné umění a přírodní vědy. Budyňskou hradní knihovnu vybavil velkým množstvím knih, čímž se stala jednou z největších v Čechách. Za třicetileté války byla však rozkradena Švédy.

Jan IV. Zajíc z Hazmburka s krokodýlem (freska v budyňském hradu)

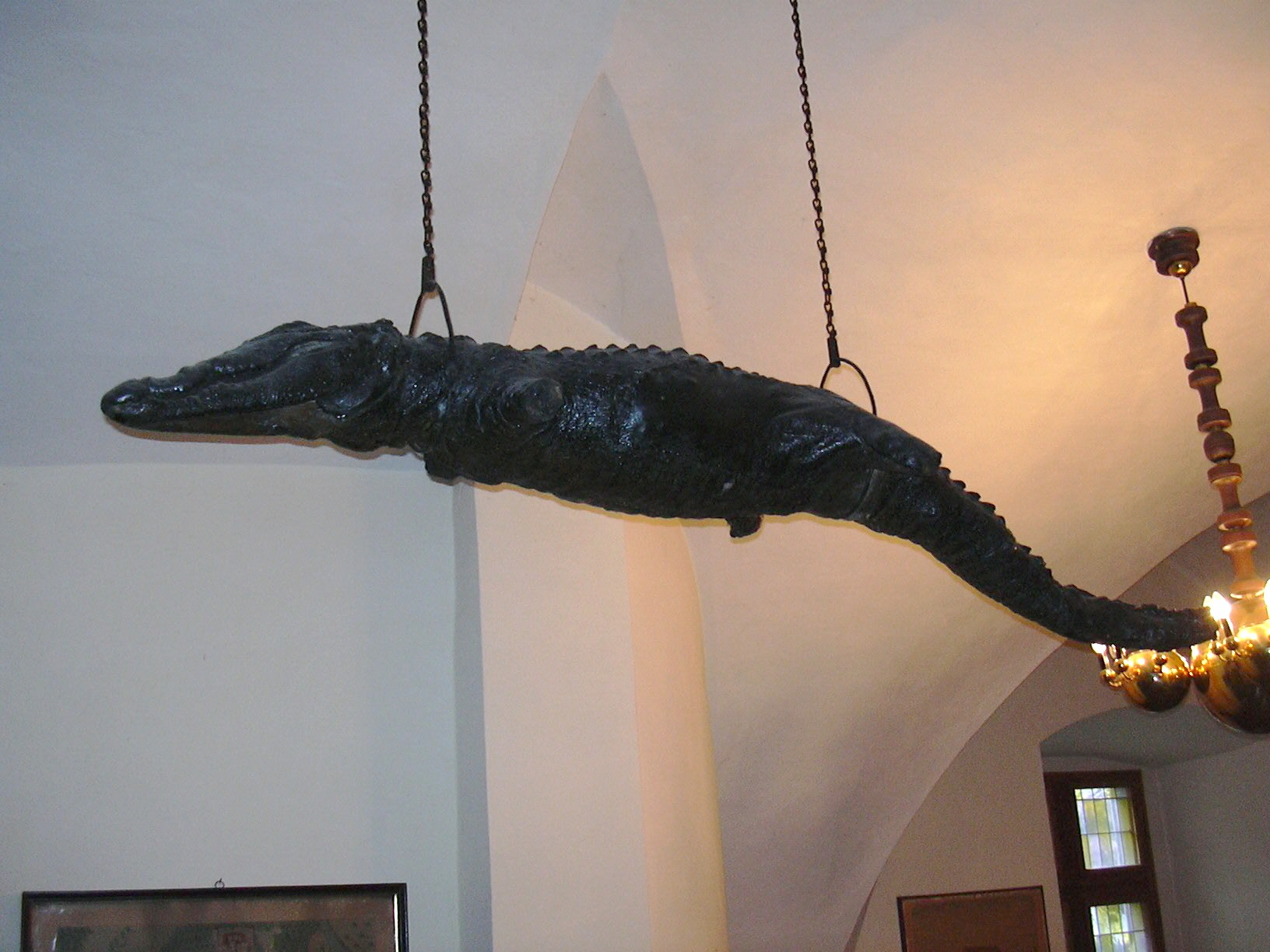
Budyňský krokodýl

Roku 1520 si vzal za ženu Markétu z Münsterberka, pravnučku krále Jiřího z Poděbrad. Postupně s ní měl sedm dětí, z toho čtyři syny. Roku 1522 se vydal do Palestiny. Z cest napsal bohatě ilustrovanou knihu a přivezl si také živého krokodýla, který několik týdnů přežíval ve vodním příkopu města Budyně a stal se zdrojem pověsti o budyňském drakovi. Dlouho pak byla vycpanina krokodýla zavěšena na radnici. Dnes je tělo krokodýla, již částečně poničené požáry, k vidění na hradě v Budyni. I přes svůj stav je jednou z nejlepších vycpanin ve střední Evropě z té doby.
Dalším kouskem Jana Zajíce bylo uspořádání ukázky obléhání města Budyně Turky, aby obyvatele připravil na jejich možný útok. Ukázka, která proběhla 27. prosince 1552, měla velký úspěch, mnoho lidí si opravdu myslelo, že je město napadeno.
Jan Zajíc se také pustil do rozsáhlé přestavby hradu. Roku 1551 na něm došlo k výbuchu prachárny, který zhruba polovinu hradu zničil.
V letech 1550 a 1552 pořádal Jan Zajíc rytířské turnaje.
Jeho syn Kryštof roku 1558 prodal hrad Hazmburk Lobkovicům.

## Děti Jana IV. Zajíce z Hazmburka
- Kateřina (? – 6. května 1604)
- Václav 3.3.1518 – 27. ledna 1578)
- Jiří (? – 14. března 1580)
- Ludmila Anna (1524 – 28. října 1557)
- Mikuláš IV. (14. září 1524 – 20. března 1585)
- Kryštof (22. července 1530 – 22. února 1572)
- Hedvika (1533 – 28. března 1592)